# Ruch Wiary
Ruch Wiary lub ruch Słowa Wiary – ruch wewnątrz chrześcijaństwa ewangeliczno-charyzmatycznego podkreślający ważność osobistej wiary (zaufania wyrażanego słowami i czynami) względem Boga i Jego obietnic zawartych w Biblii. Podkreśla fakt osobistej odpowiedzialności wierzącego za działanie Boga w jego życiu lub jego brak.

## Nauka
Głosi, iż niezbędną do działania Boga w życiu wierzącego (uzdrowienia, zaspokojenia potrzeb materialnych, społecznych i in.) jest postawa przedkładająca spisane Słowo Boże (Biblię) nad własne doświadczenia i problemy (i tak np. chrześcijanin zmagający się z problemem choroby winien oprzeć swą wiarę i modlitwę o fragmenty z Biblii mówiące o uzdrowieniu w Odkupieńczym Dziele Jezusa Chrystusa – Jego śmierci na krzyżu, pogrzebie i zmartwychwstaniu (literalna interpretacja fragmentu 53 rozdziału Księgi Izajasza), aby doświadczyć nadprzyrodzonego uzdrowienia z choroby. Ruch wiary przyjmuje, iż wolą Bożą jest zawsze uzdrowienie każdego wierzącego.

## Postacie
Główni jego propagatorzy to: Kenneth E. Hagin (nazywany „Ojcem Ruchu Wiary”), John Osteen, Kenneth Copeland. Protoplastami ruchu byli E.W. Kenyon, Hagin, i w pewnym stopniu (przyjęcie rzeczywistości duchowej jako stojącej ponad doświadczalną zmysłowo) Watchman Nee.

## Obecność w Polsce i na świecie
Wewnętrznie niejednorodny (np. w kwestii demonologii), nie tworzy zwartej międzynarodowej struktury, aczkolwiek funkcjonują w nim międzynarodowe organizacje, takie jak Faith Christian Fellowship. W Europie reprezentowany w Szwecji, w Uppsali przez kościół Livets Ord, na Łotwie, w Rydze (kościół założony przez amerykańskiego misjonarza Ricka Rennera), etc. W Polsce reprezentowany m.in. przez Kościół Chrześcijański „Słowo Wiary”, Centrum Chrześcijańskie „Miecz Ducha” w Kaliszu, Kościół Chwały, Stowarzyszenie „Chrystus dla Narodów” (i in.).

## Krytyka
Ruch jest krytykowany zarówno przez część Kościoła Rzymskokatolickiego jak i przez niektóre, zwłaszcza część denominacji o rodowodzie kalwinistycznym, kościoły ewangelikalne, zarzucające im głoszenie odstępczych nauk i Teologii sukcesu.